# Greece International 2017
Die Greece International 2017 im Badminton (auch Hellas International 2017 genannt) fanden vom 4. bis zum 7. Mai 2017 in Sidirokastro statt.

## Sieger und Platzierte
| Disziplin    | Gold                             | Silber                     | Bronze                            |
| ------------ | -------------------------------- | -------------------------- | --------------------------------- |
| Herreneinzel | Kim Bruun                        | Ivan Rusev                 | Muhammed Ali Kurt                 |
| Herreneinzel | Kim Bruun                        | Ivan Rusev                 | Lukáš Zevl                        |
| Dameneinzel  | Aliye Demirbağ                   | Busra Yalçinkaya           | Ioana Grecea                      |
| Dameneinzel  | Aliye Demirbağ                   | Busra Yalçinkaya           | Ebru Yazgan                       |
| Herrendoppel | Daniel Nikolov Ivan Rusev        | Daniel Benz Andreas Heinz  | Mathias Bonny Gilles Tripet       |
| Herrendoppel | Daniel Nikolov Ivan Rusev        | Daniel Benz Andreas Heinz  | Kim Bruun Sjang Lu Kaj            |
| Damendoppel  | Ekaterina Kut Daria Serebriakova | Madalina Ilie Milu Luiza   | Maria Duțu Ioana Grecea           |
| Damendoppel  | Ekaterina Kut Daria Serebriakova | Madalina Ilie Milu Luiza   | Annika Horbach Sonja Langthaler   |
| Mixed        | Osman Uyhan Aliye Demirbağ       | Serdar Koca Emine Demirtas | Andreas Heinz Annika Horbach      |
| Mixed        | Osman Uyhan Aliye Demirbağ       | Serdar Koca Emine Demirtas | Dmitry Ushakov Daria Serebriakova |